# Organización territorial de Arabia Saudita
Arabia Saudita está dividido en 13 regiones (manatiq idāriyya, en singular mintaqah idariyya), y éstas a su vez en 118 gobernaciones (en árabe: manatiq idāriyya, منطقةإدارية). Este número incluye las trece capitales de provincia, que tienen un estatus diferente como municipalidades (amanah) encabezadas por un alcalde (amin). Las gobernaciones también están subdivididas en subgobernaciones (marakiz, en singular markaz).

## Divisiones administrativas

### Regiones

Mapa de las regiones de Arabia Saudita.

El Reino de Arabia Saudita está dividido en 13 regiones (en árabe: مناطق‎, romanizado: manāṭiq, o emiratos (singular:en árabe: إمارات‎, romanizado: Imārāt, plural: en árabe: إمارة‎, romanizado: Imārah), cada una gobernada por un emir (en árabe: أمير‎, romanizado: amīr, lit. 'príncipe').

### Gobernaciones
Las 13 regiones se dividen además en 118 gobernaciones (singular: en árabe: محافظات‎, lit. 'muḥafazāt', plural: en árabe: محافظة‎, lit. 'muḥafazah'), cada una dirigida por un gobernador (en árabe: محافظ‎, romanizado: muḥāfiz). De estas, 13 son gobernaciones capitales (singular: en árabe: أمانات‎, romanizado: amānāt, plural: en árabe: أمانة‎, romanizado: amānah) dirigidas por un alcalde (en árabe: أمين‎, romanizado: amīn).